# Quod Libet
Quod Libet (z łac. ex falso quodlibet) – odtwarzacz muzyczny napisany w Pythonie i bazujący na GTK+, przeznaczony pierwotnie dla systemów uniksowych. Od wersji 2.2 (wydanej 2 lutego 2010) dostępna jest także wersja dla systemów Windows. Do odtwarzania plików używa frameworka GStreamer.
Jedną z unikatowych cech programu jest możliwość przeszukiwania kolekcji muzycznej z użyciem wyrażeń regularnych. Posiada edytor tagów, dostępny także jako niezależny program Ex Falso. Rozszerzanie funkcjonalności programu jest możliwe poprzez pisane w Pythonie wtyczki. Wśród dostępnych znajdziemy m.in. dodające wsparcie dla MusicBrainz czy Last.fm.